# Radical 212

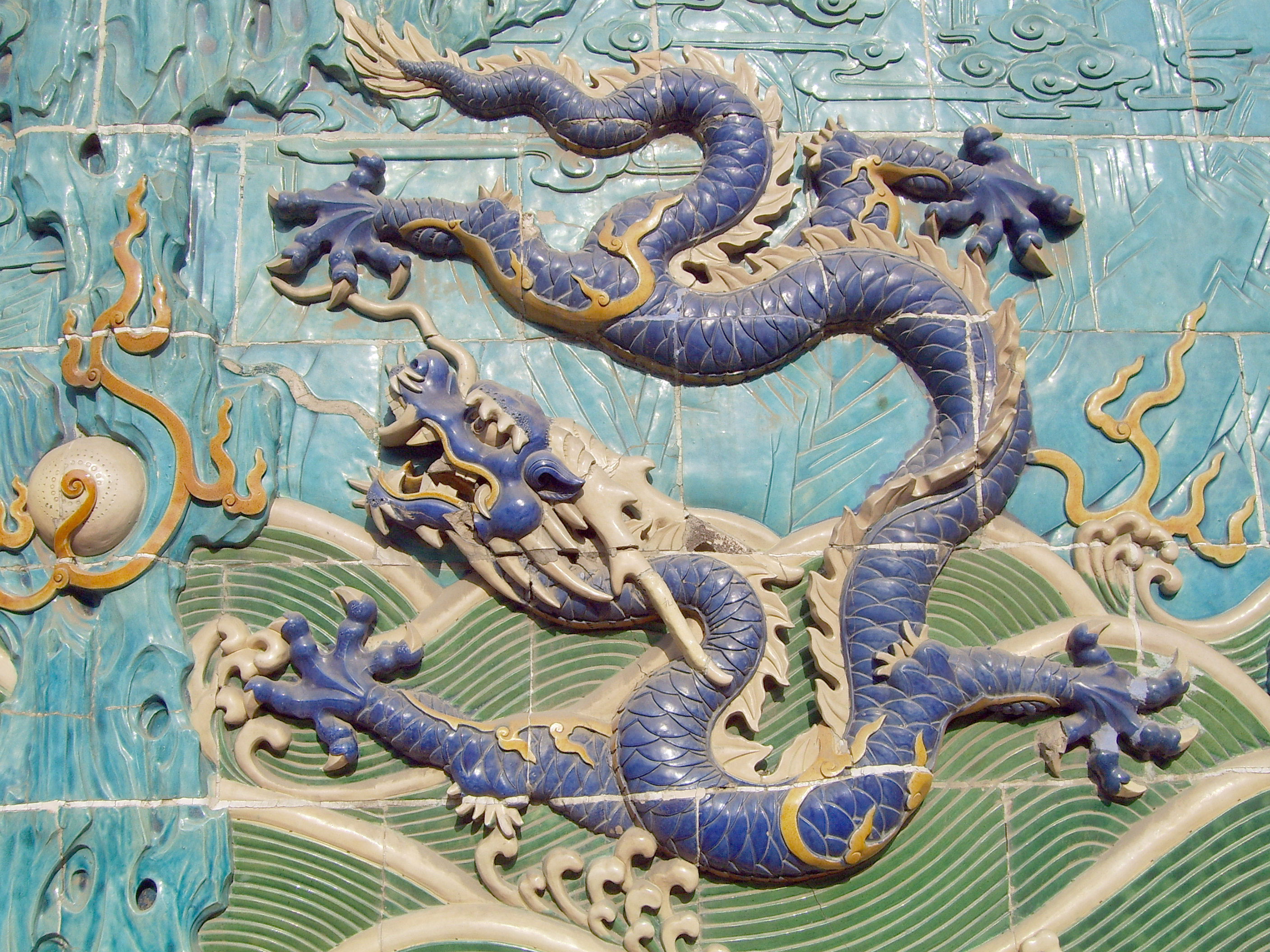
Detalle de un dragón en el "muro de los nueve dragones" en el Palacio Imperial. Ciudad Prohibida de Beijing..

El radical 212, representado por el carácter "龍",  龙 (chino simplificado) , o 竜 (japonés) y que significa "dragón"  es uno de los dos únicos radicales Kangxi (214 radicales en total) que están compuesto de 16 trazos.
En el diccionario de Kangxi hay 14 caracteres (de entre 49.030) que se pueden encontrar bajo este radical.
El carácter evolucionó como un dibujo estilizado de un dragón chino:

## Caracteres con el radical 212
| trazos                  | carácter | simplificado |
| ----------------------- | -------- | ------------ |
| + 0 trazos adicionales  | 龍       | 龙 竜        |
| + 2 trazos adicionales  | 龎       |              |
| + 3 trazos adicionales  | 龏龐     |              |
| + 4 trazos adicionales  | 龑       |              |
| + 5 trazos adicionales  | 龒       |              |
| + 6 trazos adicionales  | 龓龔龕   |              |
| + 16 trazos adicionales | 龖       |              |
| + 17 trazos adicionales | 龗       |              |
| + 32 trazos adicionales | 龘       |              |

## Galería
| Estilos antiguos                                 | Estilos antiguos                  | Estilos antiguos                        | Estilos antiguos                   | Estilos antiguos                   | Estilos empleados actualmente       | Estilos empleados actualmente  | Estilos empleados actualmente    | Estilos empleados actualmente   | Estilos empleados actualmente  |
|                                                  |                                   |                                         |                                    |                                    |                                     | 龍                             | 龙                               |                                 |                                |
| 甲骨文 jiǎgǔwén (escritura de huesos oraculares) | 金文 jīnwén (escritura de bronce) | 简帛 jiǎnbó (escritura de bambú y seda) | 篆文 zhuànwén (escritura de sello) | 篆文 zhuànwén (escritura de sello) | 隸書 lìshū (estilo de los escribas) | 楷書 kǎishū (estilo regular)   | 楷書 kǎishū (estilo regular)     | 行書 xǐngshū (estilo corriente) | 草書 cǎoshū (estilo de hierba) |
| 甲骨文 jiǎgǔwén (escritura de huesos oraculares) | 金文 jīnwén (escritura de bronce) | 简帛 jiǎnbó (escritura de bambú y seda) | 大篆 dàzhuàn (sello grande)        | 小篆 xiǎozhuàn (sello pequeño)     | 隸書 lìshū (estilo de los escribas) | 繁體／繁体 fántǐ (tradicional) | 简体／簡體 jiǎntǐ (simplificado) | 行書 xǐngshū (estilo corriente) | 草書 cǎoshū (estilo de hierba) |

## Galería de imágenes
|  |
|  |

|  |
|  |